# Twentyseven
Twentyseven, per esteso 27Twentyseven, è un canale televisivo italiano edito da Mediaset.

## Storia
In seguito alla chiusura di Paramount Network e all'acquisizione da parte di Mediaset delle LCN precedentemente utilizzate da Paramount Global Italy, il 17 gennaio 2022 all'1:30 il canale viene lanciato in SD sul canale 27 del digitale terrestre e in HD ai canali 27 di Tivùsat e 158 di Sky. Il 21 dicembre 2022 la versione SD del canale viene sostituita da quella HD; la stessa cosa accade su Mediaset Infinity il 17 gennaio 2023, esattamente un anno dopo la nascita del canale.
Gli speaker del canale che ne danno la voce ai promo sono Marcella Silvestri, Riccardo Niseem Onorato, Mario Zucca, Claudio Moneta e Massimo Braccialarghe.

## Diffusione
Twentyseven trasmette in alta definizione 24 ore su 24 nelle seguenti modalità di trasmissione:
- in digitale terrestre in alta definizione all'interno dei multiplex Mediaset 1;
- via satellite Hot Bird 13C in alta definizione sulle piattaforme Sky e Tivùsat;
- in streaming su Mediaset Infinity e TIMvision.

## Palinsesto
Il palinsesto della rete è dedicato a film, serie TV internazionali (principalmente) commedie e blockbuster statunitensi.
- La casa nella prateria
- A-Team
- CHiPs
- Shameless
- Camera Café
- Una mamma per amica
- The Goldbergs
- Hazzard
- Un Detective In Corsia
- Everwood
- La Signora del West
- Agenzia Rockford
- Milagros
- Supercar
- Miami Vice

## Ascolti
Dati Auditel relativi al giorno medio mensile sul target individui 4+.
| Anno | Gen   | Feb   | Mar   | Apr   | Mag   | Giu   | Lug   | Ago   | Set   | Ott   | Nov   | Dic   | Media annuale |
| ---- | ----- | ----- | ----- | ----- | ----- | ----- | ----- | ----- | ----- | ----- | ----- | ----- | ------------- |
| 2022 | 0,27% | 0,68% | 0,83% | 0,82% | 0,96% | 1,29% | 1,39% | 1,16% | 0,92% | 0,88% | 0,95% | 0,93% | 0,90%         |
| 2023 | 0,92% | 0,87% | 0,93% | 1,00% | 1,00% | 1,18% | 1,16% | 1,31% | 1,29% | 1,31% | 1,33% | 1,28% | 1,13%         |
| 2024 | 1,33% | 1,11% | 1,15% | 1,02% | 1,20% | 1,22% | 1,10% | 1,18% | 1,12% | 1,05% | 1,02% | 1,06% | 1,13%         |
| 2025 | 0,94% | 0,94% | 1,07% | 1,02% | 0,90% | 1,12% |       |       |       |       |       |       |               |